# 圣乔瓦尼-比安科
圣乔瓦尼-比安科（義大利語：San Giovanni Bianco）是意大利贝加莫省的一个市镇。总面积31平方公里，人口5130人，人口密度165.5人/平方公里（2009年）。国家统计（ISTAT）代码为016188。